# Sofja Kovalevskaja

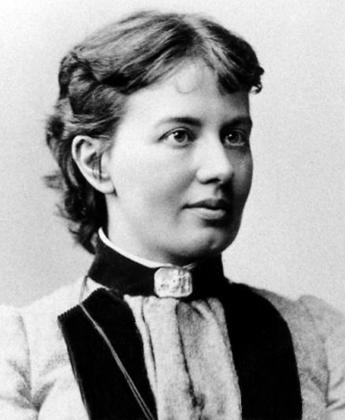
Sofja Kovalevskaja rond 1880

Sofja Vasiljevna Kovalevskaja (Russisch: Софья Васильевна Ковалевская) (Moskou, 15 januari 1850 - Stockholm, 10 februari 1891), was de eerste grote Russische vrouwelijke wiskundige. In 1889 was zij ook de eerste vrouw die in Europa tot een volledig hoogleraarschap werd benoemd.
Er zijn enkele alternatieve spellingen voor haar naam in gebruik. Zelf gebruikte ze in academische publicaties Sophie Kowalevski (of af en toe Kowalevsky).

## Biografie
Kovalevskaja werd geboren als Sofia Korfin-Kroekovskaja als de tweede dochter van Elizabeth Fjodorovna en generaal Vassili Vassiljewitsj Krukovski geboren. Haar moeder was een goed opgeleide vrouw van Duitse afkomst die, om aan haar ouderlijk huis te ontsnappen, in het huwelijk was getreden met de twintig jaar oudere officier van het Tsaristische leger.
Zoals in het voormalige Rusland in haar stand gebruikelijk was, werd Kovalevskaja direct na haar geboorte aan de zorg van een kindermeisje toevertrouwd. Zij zag haar ouders alleen tijdens de gezamenlijke maaltijden. Ook met haar broer en zuster had ze gezien het relatief grote leeftijdsverschil in haar kindertijd weinig contact. Haar zuster Anjoeta was ongeveer zes jaar ouder en haar broer Fedja drie jaar jonger. Anjoeta werd later haar intiemste vriendin. Via haar kwam zij in contact met de nihilistische beweging in Rusland. Deze beweging streed ook voor emancipatie van de vrouw en maakte het Kovalevskaja later indirect mogelijk haar droom van een wetenschappelijke studie in het buitenland te verwezenlijken.
Toen Kovalevskaja ongeveer acht jaar oud was, nam haar vader afscheid van het leger en verhuisde de familie naar het landgoed Palibino (dat vandaag de dag in Wit-Rusland ligt). Hier kreeg ze een nieuwe gouvernante, Miss Smith uit Engeland, een zeer strenge dame, die vanaf dat moment voor Kovalevskaja's onderwijs verantwoordelijk was.

### Wiskunde op de muren van haar kinderkamer
Kovalevskaja's interesse voor de wiskunde werd niet door haar leraren op school gewekt, maar op een geheel andere en bepaald ongewone manier. Toen het landgoed Palibino werd gerenoveerd bleek dat er niet genoeg behangselpapier was besteld om ook Kovalevskaja's kinderkamer te kunnen behangen. Aangezien het te duur zou worden om extra behangselpapier met hetzelfde patroon te bestellen, werd er besloten om voor de muren van de kinderkamer het papier te gebruiken dat men op zolder had gevonden. Zo kwam het dat de wanden van Kovalevskaja's kamer werden behangen met een college over differentiaal- en integraalrekening, dat haar vader in zijn jeugd had gevolgd. Voor het slapengaan keek Sofja uren naar de voor haar onbegrijpelijke en mysterieuze tekens. Zij probeerde de betekenis van deze tekens te doorgronden, wat aanvankelijk echter niet lukte.
Haar buurman en fysicus Nikolaj Tyrtov was verbluft over haar inzicht in meetkunde, nadat hij haar zijn boek over optica had laten lezen. Op zijn advies mocht zij van haar ouders in Sint Petersburg een scholing krijgen in onder andere wiskunde.
Ondanks haar talent voor wiskunde kon ze in Rusland geen universitaire opleiding volgen. In die tijd werden vrouwen niet toegelaten tot de universiteit op grond van een bevel van tsaar Alexander II, die niet wilde dat vrouwen te kritisch werden. Om een studie in het buitenland te volgen had ze een schriftelijke verklaring nodig van haar vader (of echtgenoot). Daarom besloot ze een schijnhuwelijk aan te gaan met Vladimir Onoefriëvitsj Kovalevskij, een jonge student paleontologie die later beroemd werd vanwege zijn samenwerking met Charles Darwin en een vertaling van diens werken.

### Studietijd
In 1869 bezocht Kovalevskaja de Universiteit van Heidelberg, alwaar ze toestemming kreeg om colleges te volgen zo lang de professoren het goed vonden.
Kort na het begin van haar studie bezocht zij samen met Vladimir Londen, die daar tijd doorbracht met zijn collega's Thomas Huxley en Charles Darwin, terwijl zij werd uitgenodigd om de zondag-salons van Mary Ann Evans te bezoeken, de werkelijke naam van George Eliot. Daar ontmoette ze op negentienjarige leeftijd Herbert Spencer en nam op aandringen van Evans deel aan een debat over "de capaciteiten van de vrouw voor abstract denken". Dit was ver voordat ze haar opmerkelijke bijdrage van de "Kovalevski tol" leverde aan de korte lijst van bekende voorbeelden van integreerbare vaste lichaamsbewegingen (zie volgende sectie). Evans was op dat moment bezig met haar roman Middlemarch, waarin men de opmerkelijke zin tegenkomt: "Kortom, de vrouw is een probleem dat, aangezien mijnheer Brookes verstand er blanco tegenover stond, nauwelijks minder ingewikkeld kon zijn dan de omwentelingen van een onregelmatig lichaam."
Na twee jaar van wiskundige studies aan de Universiteit van Heidelberg met als docenten Helmholtz, Kirchoff en Bunsen, verhuisde ze naar Berlijn, waar ze privélessen kon nemen bij de beroemde wiskundige Karl Weierstrass. Dit was nodig omdat de Universiteit van Berlijn niet toestond dat vrouwen de colleges bijwoonden. In 1874 publiceerde zij aan de Universiteit van Göttingen. Deze universiteit stond positiever tegenover vrouwen. Haar proefschrift bestond uit drie toonaangevende artikelen; over partiële differentiaalvergelijking, over de dynamica van de ringen van Saturnus en over elliptische integralen. Met steun van Weierstrass kreeg zij voor haar promotie een vrijstelling van de vereiste om colleges te geven. Dit leverde haar een summa cum laude doctoraat in de wiskunde op, maar ze mocht niet alle rituelen bij de promotie doorlopen. Een volgende vrouw die in Göttingen promoveerde, Grace Chisholm Young, mocht dat ca. 20 jaar later, in 1895 wel. In elk geval werd Kovalevskaja de eerste vrouw in Europa met een academische promotie. Haar artikel over partiële differentiaalvergelijkingen bevat, wat nu algemeen bekendstaat als de stelling van Cauchy-Kovalevski. Deze stelling stelt voorwaarden aan het bestaan van oplossingen voor een bepaalde klasse van deze partiële differentiaalvergelijkingen.
Haar promotie was echter onvoldoende om ergens ook een baan als wiskundige te krijgen.

## Jaren in Duitsland en Zweden
Het echtpaar Kovalevskij ging terug naar Rusland, maar zij slaagden er beiden daar niet in om een hoogleraarschap veilig te stellen, waarschijnlijk vanwege hun radicale politieke overtuigingen.
Vladimir, die altijd al aan ernstige stemmingswisselingen had geleden, werd nog instabieler, waardoor ze het grootste deel van hun tijd niet samen doorbrachten. Toen besloten zij om onbekende reden om toch enige jaren samen door te brengen als getrouwd stel. Mogelijk kregen ze een echte liefdesverhouding, waarop hun dochter, Sofja - koosnaampje "Fufa" - geboren werd. Na een jaar aan haar baby te hebben gewijd, bracht Kovalevskaja het kind onder de hoede van haar oudere zuster. Daarna hervatte zij haar werk in de wiskunde en verliet zij Vladimir in 1880 om weer naar Berlijn te vertrekken. Haar artikel over abelse integralen was goed ontvangen en zij pakte de wiskunde weer op. In 1883 pleegde Vladimir zelfmoord.
Ook in 1883 wist Kovalevskaja, geholpen door de wiskundige Gösta Mittag-Leffler, die ze al kende als medestudent van Weierstrass een positie als privaatdocent aan de Universiteit van Stockholm in Zweden te bemachtigen. Het volgende jaar ze voor vijf jaar benoemd in een positie als buitengewoon hoogleraar (professor zonder leerstoel) en werd zij redacteur van de Acta Mathematica, het wiskundig tijdschrift van Gösta Mittag-Leffler.
In 1888 won ze de Prix Bordin van de Franse Academie van Wetenschappen, voor haar antwoord op de vraag: "Verbeter op een belangrijk punt de theorie van de beweging van een vast lichaam rond een onbeweeglijk punt". Haar inzending bevatte onder meer haar beroemde ontdekking van wat nu bekendstaat als de "Kovalevsky-tol", waarvan later (door Liouville) werd aangetoond dat dit het enige andere geval van tolbeweging was, naast de reeds bekende tollen van Euler en Lagrange, die "volledig integreerbaar" was. Er is wel gesuggereerd dat het onderwerp voor de Bordin-prijsvraag ook werd gekozen om haar te begunstigen, aangezien bekend was dat zij bezig was met de voorbereiding van een artikel in dit deelgebied van de wiskunde. Zij kreeg voor haar werk een hoger prijzengeld dan hetgeen was uitgeloofd, 5000 francs in plaats van 3000 francs.
In 1889 werd zij benoemd tot gewoon hoogleraar (houder van een leerstoel) aan de Universiteit van Stockholm. Zij was daarmee de tweede vrouw die een dergelijke positie innam aan een Europese universiteit, de Italiaanse Laura Bassi was de eerste. Na veel lobbyen ten behoeve van haar (en een verandering in de regels van de Academie), werd haar ook een leerstoel aan de Russische Academie van Wetenschappen verleend. Een hoogleraarschap in Rusland zat er echter niet in.
Kovalevskaya schreef verschillende niet-wiskundige werken, waaronder een memoire, Herinneringen aan mijn kindertijd, toneelstukken (in samenwerking met hertogin Anne Charlotte Edgren-Leffler) en een deels autobiografische novelle, De nihiliste (1890).
Ze stierf in 1891 op 41-leeftijd aan de gevolgen van een griep, die ze had opgelopen na terugkomst van een vakantiereis naar Genua - na een bezoek aan een verre verwant van haar man, Max Kovaleskij.